# Булынин, Виктор Иванович
Виктор Иванович Булы́нин (12 октября 1932, Ленинград — 25 марта 1998, Воронеж) — советский и российский хирург, педагог.

## Биография
Родился 12 октября 1932 года в Ленинграде в семье служащих. Окончил лечебный факультет СтГМИ (1957). Заведующий хирургическим отделением участковой больницы села Гофицкое (Ставропольский край; 1957—1960). Ординатор Института хирургии имени А. В. Вишневского (1960—1962). Ассистент (1962—1964), доцент (1964—1971), заведующий (1971—1975) кафедрой госпитальной хирургии КГМИ. Заведующий кафедрой госпитальной хирургии ВГМИ имени Н. Н. Бурденко с 1975 года. Председатель областного общества хирургов. Доктор медицинских наук (1972), профессор (1973).
Автор более 120 научных трудов в области хирургии сердца и внутренних органов, микропластической хирургии, в том числе книг: «Клинические формы митрального стеноза» (Воронеж, 1977); «Ранение сердца» (Воронеж, 1989); «Резекция печени» (Воронеж, 1995); «Лечение ран» (Воронеж, 1998); «Лечение доброкачественной гиперплазии предстательной железы» (Воронеж, 1998).
Умер 25 марта 1998 года. Похоронен в Воронеже на Коминтерновском кладбище.

## Признание
- почётный гражданин города Воронежа (1994)
- заслуженный деятель науки Российский Федерации (6 января 1995) — за заслуги в научной деятельности
- именем В. И. Булынина названа улица в Воронеже.